# Land Hannover
Het Land Hannover (Duits Land Hannover) was een staat in Duitsland. Het land bestond tussen de ontbinding van de Vrijstaat Pruisen en de oprichting van de staat Nedersaksen in 1946 en het land zag zichzelf in de traditie van het Koninkrijk Hannover, dat in 1866 door Pruisen geannexeerd werd, zoals in de vlag zichtbaar is. Nadat de deelstaat Nedersaksen werd opgericht, kreeg het land Hannover een kleinere rol, maar bleef de vlag van het land zichtbaar in de vlag van de deelstaat.

## Geografie
Het land Hannover omvatte het gebied van het vroegere Koninkrijk Hannover zonder de delen die onderdeel waren van de Sovjet-bezettingszone in Duitsland. Het merendeel van het gebied is nu onderdeel van de provincie Nedersaksen.

## Geschiedenis
Na de Tweede Wereldoorlog werd het Land Hannover opgericht door Regulation No. 46 van de Britse militaire regering op 23 augustus 1946  als de uitkomst van de discussie wat te doen met de provincies van de vroegere Vrijstaat Pruisen in de Britse bezettingszone in Duitsland en hun wederopstelling als onafhankelijke staten. De eerste minister-president was Hinrich Wilhelm Kopf.
Op 23 november 1946 zorgde de Britse militaire regering ervoor dat de deelstaat Nedersaksen ontstond uit de vereniging van de Vrijstaat Brunswijk, het Vrijstaat Oldenburg en Vrijstaat Schaumburg-Lippe met het Land Hannover op aandringen van de Duitse leiders. Hinrich Wilhelm Kopf besprak andere territoriale plannen voor een deelstaat Nedersaksen waar Bremen en Ostwestfalen-Lippe onderdeel van uitmaakten.